# Pterioides
Els pterioides (Pterioida) són un ordre de mol·luscs bivalves, repartits entre diverses famílies vivents i extintes:
- Superfamília Pterioidea
  - Família Bakevelliidae † (Triàsic-Eocè)
  - Família Cassianellidae † (Triàsic mitjà-tardà)
  - Família Kochiidae †
  - Família Malleidae
  - Família Pergamidiidae † (Triàsic-Cretaci)
  - Família Plicatostylidae † (Juràssic)
  - Família Posidoniidae †
  - Família Pterineidae †
  - Família Pteriidae
  - Família Pulvinitidae
  - Família Retroceramidae †